# ABC 월드 뉴스 투나잇
ABC 월드 뉴스 투나잇(ABC World News Tonight)은 미국 ABC에서 방송하는 저녁 뉴스 프로그램이다.
첫 방송은 1953년부터 15분간 방송한 "John Charles Daly and the News"였다. 이후 1965년 "Peter Jennings with the News", 1970년 "ABC Evening News(ABC 이브닝 뉴스)"를 거쳐 1978년부터 "ABC World News Tonight(ABC 월드 뉴스 투나잇)"이란 이름으로 방송되기 시작했다. 2006년에는 Tonight를 뗀 "ABC World News(ABC 월드 뉴스)"란 이름으로 방송되었고, 2014년 8월 28일부터 다시 "ABC World News Tonight(ABC 월드 뉴스 투나잇)" 이란 이름으로 방송되고 있다.
1978년에 로버트 이스라엘 작곡한 테마곡으로 쓰이고 있다.

## 역대 앵커
- 하워드 K. 스미스(Howard K. Smith, 1969년~1975년)
- 해리 리소너(Harry Reasoner, 1970년~1978년)
- 바버라 월터스(Barbara Walters, 1976년~1978년)
- 프랭크 레이놀즈(Frank Reynolds, 1969년~1970년, 1978년~1983년)
- 피터 제닝스(Peter Jennings, 1983년~2005년[1]) - 역대 최장
- 엘리자베스 버가스, 밥 우드루프 (Elizabeth Vargas and Bob Woodruff, 2005년~2006년)
- 찰스 깁슨(Charles Gibson, 2006년~2009년)
- 다이엔 소여(Diane Sawyer, 2009년~2014년 8월 27일)
- 데이비드 무어(David Muir, 2011년~2014년 8월 21일: 주말, 2014년 9월 1일부터 평일 진행)